# Encomienda (orden militar)
Una encomienda, en las órdenes militares de la Edad Media, fue la unidad administrativa más pequeña de sus propiedades territoriales europeas. También se llamaba así a la casa donde vivían los caballeros de la orden y desde donde se administraban sus bienes.
Las primeras encomiendas se fundaron después de 1099, cuando la Orden Hospitalaria, sobre todo, ante la necesidad de administrar los gastos e ingresos de diferentes donaciones y heredades, establecieron casas que no solo fueran capaces de reclutar y adiestrar a sus miembros, sino que permitieran pequeñas comunidades desde donde adicionalmente, se controlaran las propiedades en su entorno. Las encomiendas de las órdenes militares serían el equivalente a las granjas monásticas. El caballero a cargo de una encomienda era el comendador o comandante de la orden.

## Etimología
La palabra deriva del latín medieval commenda o commendaria, que significa 'confianza', originalmente, en régimen de in commendam.

## Historia
Originalmente, las encomiendas recibían los ingresos y beneficios de la administración de las propiedades, a veces, muy extensas e importantes, particularmente de la Iglesia, mantenidos in commendam, ejerciendo o no una determinada jurisdicción. Las órdenes militares medievales adoptaron estructuras organizativas monásticas basadas en el modelo de priorato y las encomiendas eran divisiones de la Orden de los Caballeros de San Juan de Jerusalén, más tarde de la Orden de los Caballeros Teutónicos. Otras órdenes de caballeros se organizaron de manera similar.
Desde 1129, el crecimiento de las donaciones, especialmente para el esfuerzo de guerra en Tierra Santa, obligó a mediados de la década de 1130 a establecer el sistema de comunidades de encomienda, que posteriormente se agruparon en "prioratos" en el caso de la Orden Hospitalaria  o en provincias en el caso de la Orden del Temple. Estaban subdivididos en bailías y éstas en encomiendas, al mando de comendadores, que eran nombrado por los maestres de cada orden.
El término también es aplicado a los emolumentos otorgados a un comandante de una orden militar de caballeros.
La encomienda de los Caballeros Teutónicos, estaba encabezada por el komtur, también conocido como komturei o kommende. El equivalente entre los Caballeros Templarios era el 'preceptor'. La Orden del Temple fue disuelta por bula papal en 1312. En 1540, las posesiones en Inglaterra de los Caballeros Hospitalarios fueron confiscadas como propiedad de la corona.

## Localizaciones en Europa
Las encomiendas en territorio español se hallaban principalmente en el cuarto noreste de la península ibérica, Navarra, Murcia y la Meseta Sur.

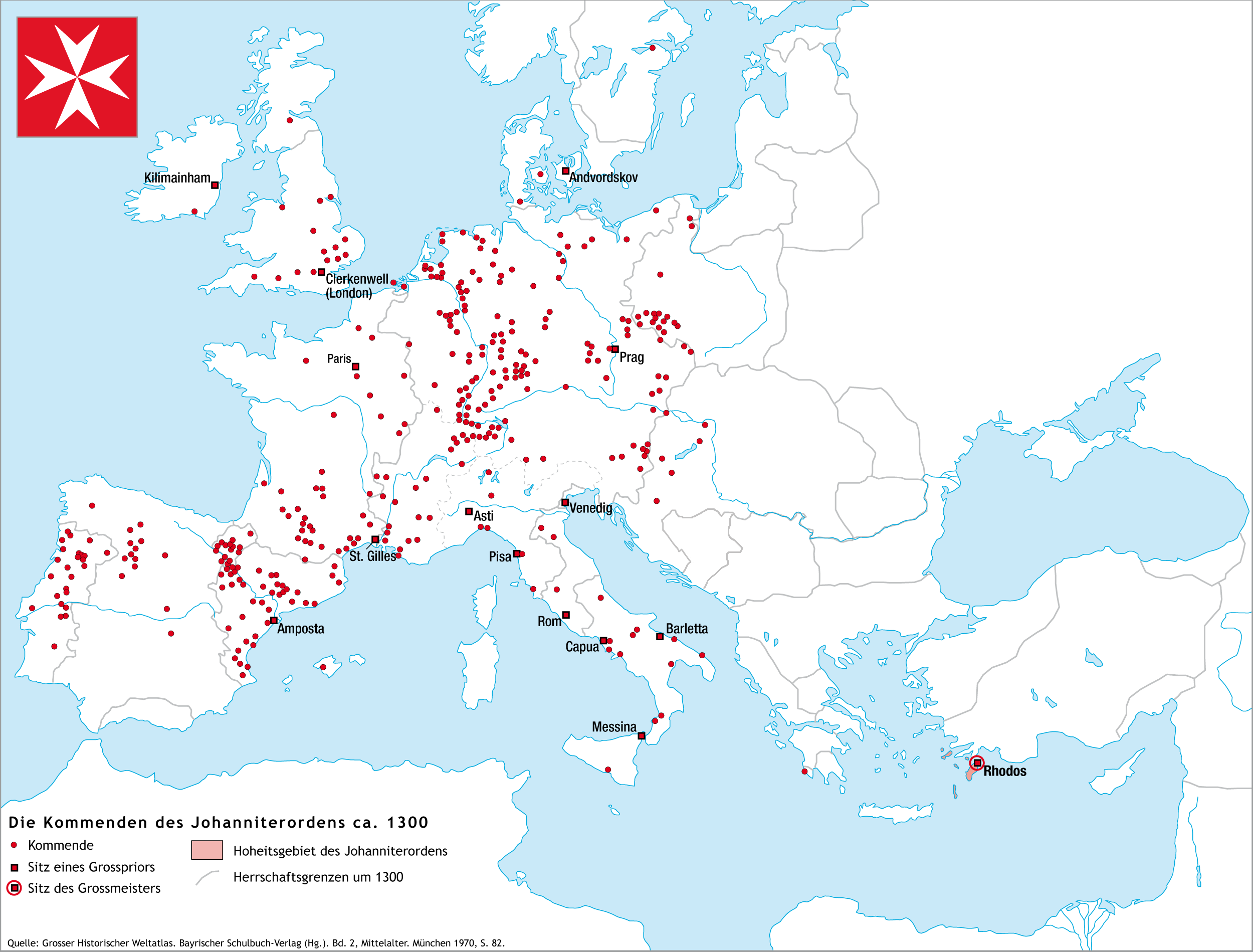
Encomiendas de la Orden de San Juan de Jerusalén alrededor de 1300.
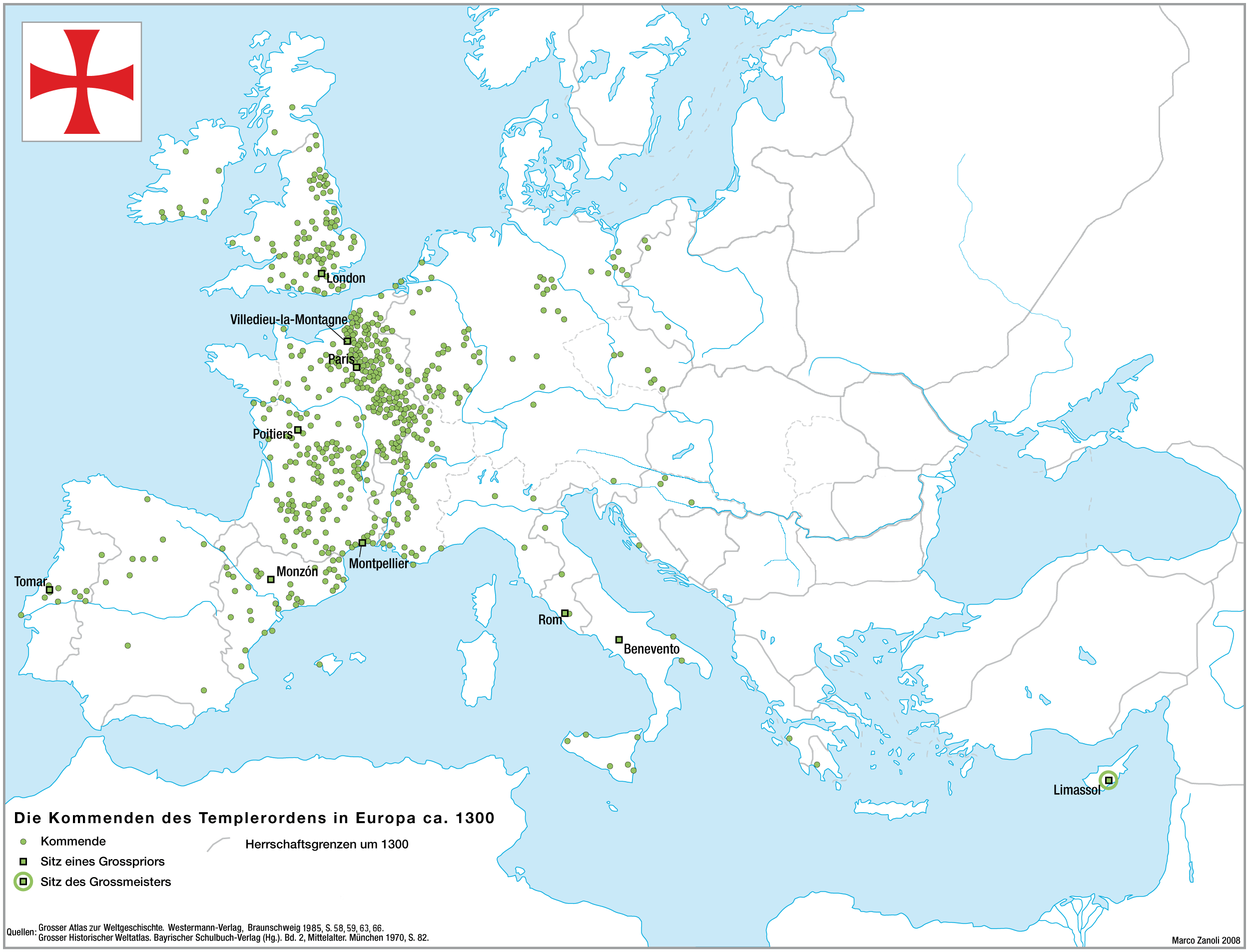
Encomiendas de la Orden del Temple alrededor de 1300.
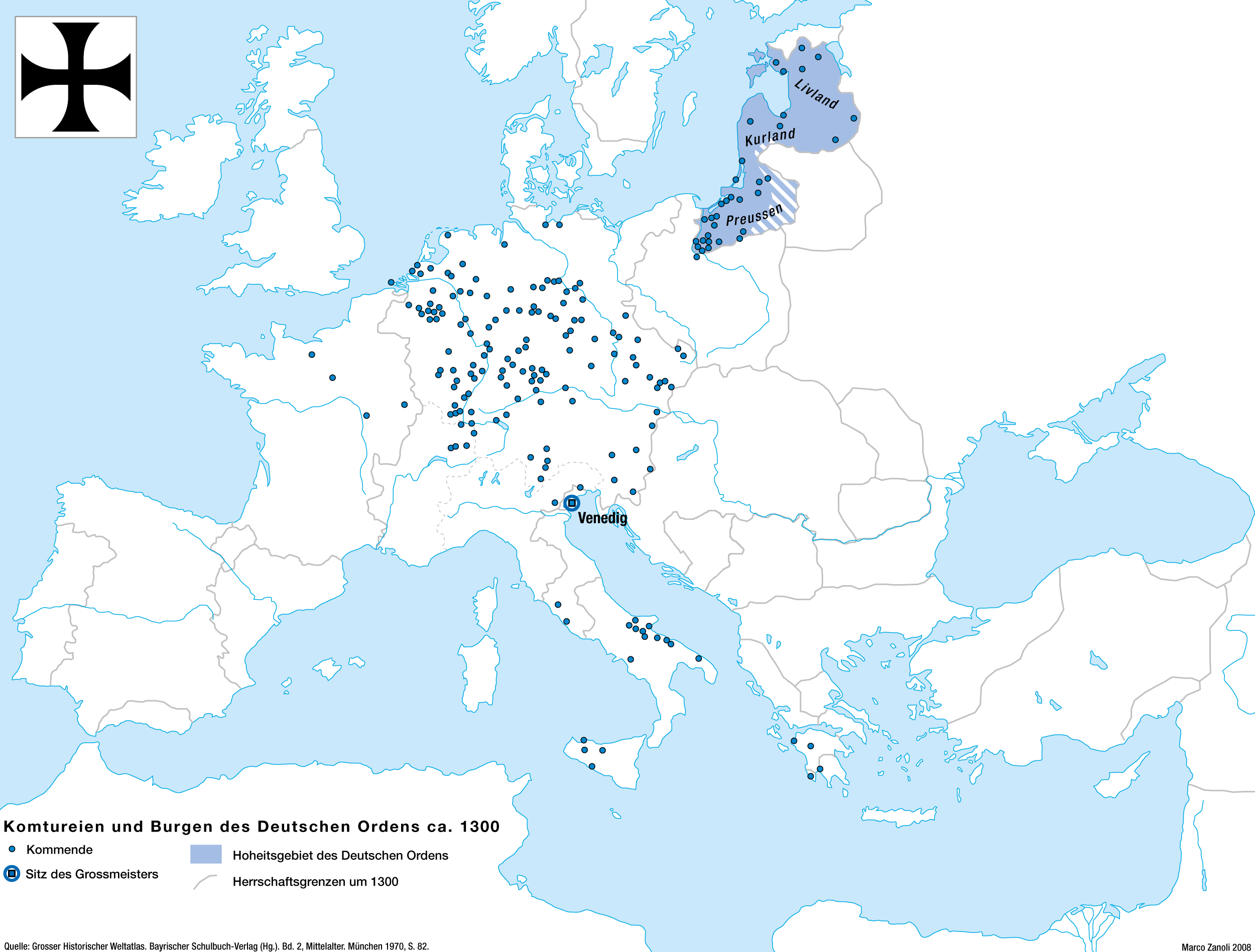
Encomiendas de la Orden Teutónica alrededor de 1300.